# Antonio Hortal
Antonio Hortal (1988) is een Spaanse golfer.

## Amateur
Hortal zat in het nationale team en vertegenwoordigde zijn land in dertig toernooien. 

## Professional
Hortal werd in oktober 2011 professional en maakt deel uit van het  ProSpain Team. Hij speelt sinds 2012 op de Europese Challenge Tour.

### Gewonnen
Circuito de Madrid
- 2013: Copa Puerto de Hierro (-3)